# Voodoo People
«Voodoo People» es una canción del grupo británico de música electrónica The Prodigy, lanzada como su octavo sencillo el 12 de septiembre de 1994. Fue el tercer sencillo de su segundo álbum, Music for the Jilted Generation (1994). También fue lanzado como sencillo de doce pulgadas y en formato EP en Estados Unidos en 1995 a través de Mute Records. El riff de guitarra está basado en «Very Ape» de Nirvana y es interpretado por Lance Riddler.

## Recepción crítica
James Masterton escribió: «El nuevo sencillo tiene poco del encanto comercial o el potencial de ese último éxito ('No Good (Start the Dance)'), pero, no obstante, es una actuación meritoria en las listas». Maria Jimenez de Music & Media lo elogió como una «pista de breakbeat excelente». Andy Beevers de Music Week lo calificó con cinco de cinco y agregó que «esta es una de sus pistas más accesibles con sus riffs de guitarra de rock y ráfagas de flauta». Dele Fadele de NME dijo que «Voodoo People» «compara el escenario rave con un ritual de magia negra. Con The Prodigy como hechicero, por supuesto». Brad Beatnik de RM Dance Update señaló: «Es una especie de Jethro Tull que se vuelve hardcore y el resultado es una porción brillante de techno intransigente pero desafiantemente comercial». Otro editor, James Hamilton, lo describió como «guitarra psicodélica y flauta empujadas por un techno tribal frenético».

## Video musical
El video musical original de «Voodoo People» fue dirigido por Walter Stern y Russell Curtis. Fue filmado en locaciones de Santa Lucía y mostraba a Leeroy Thornhill como un sacerdote vudú. Esta versión incluía escenas protagonizadas por hechiceros reales, pero estas fueron cortadas por problemas con la censura televisiva. Hay disponibles otras versiones más gráficas del video, una de las cuales aparece en el documental Electronic Punks de The Prodigy.

## Remixesy covers
El lanzamiento británico incluyó un remix del dúo The Chemical Brothers.
La canción ha sido versionada por Refused y la banda británica de funk 6ix Toys, así como remezclada por Pendulum (Voodoo People (Pendulum Remix)) y otros artistas conocidos y menos conocidos como Eskimo, Alvaro y Shayning. El dúo croata de violonchelos 2Cellos ha grabado una versión instrumental de su álbum In2ition y la ha estado interpretando en directo en su gira posterior.

## Uso en los medios
La canción también ha sido parte de muchas bandas sonoras, como Hackers, Dobermann, Wasabi, entre otras.

## Lista de canciones

### Vinilo 12" (Reino Unido)
| Lado 1 |                                      |          |  |
| N.º    | Título                               | Duración |  |
| 1.     | «Voodoo People» (Original Mix)       | 6:28     |  |
| 2.     | «Voodoo People» (Haiti Island Remix) | 5:22     |  |

| Lado 2 |                                       |          |  |
| N.º    | Título                                | Duración |  |
| 1.     | «Voodoo People» (Dust Brothers Remix) | 5:56     |  |
| 2.     | «Goa» (The Heat the Energy Part 2)    | 6:04     |  |

### Vinilo 12" (Estados Unidos)
| Lado 1 |                                               |          |  |
| N.º    | Título                                        | Duración |  |
| 1.     | «Voodoo People» (The Chemical Brothers Remix) | 5:56     |  |
| 2.     | «Voodoo People» (Original Mix)                | 6:28     |  |

| Lado 2 |                                                           |          |  |
| N.º    | Título                                                    | Duración |  |
| 1.     | «No Good (Start the Dance)» (CJ Bolland Museum Remix)     | 5:14     |  |
| 2.     | «Speedway (Theme from Fastlane)» (Secret Knowledge Remix) | 10:26    |  |

### Sencillo CD (Benelux)
| N.º | Título                                | Duración |  |
| 1.  | «Voodoo People» (Edit)                | 4:05     |  |
| 2.  | «Voodoo People» (Dust Brothers Remix) | 5:56     |  |

### Sencillo CD
| N.º | Título                                | Duración |  |
| 1.  | «Voodoo People» (Edit)                | 4:05     |  |
| 2.  | «Voodoo People» (Dust Brothers Remix) | 5:56     |  |
| 3.  | «Goa» (The Heat the Energy Part 2)    | 6:04     |  |
| 4.  | «Voodoo People» (Original Mix)        | 6:28     |  |

### Extended play (Norteamérica)
| N.º | Título                                                    | Duración |  |
| 1.  | «Voodoo People» (Edit)                                    | 4:07     |  |
| 2.  | «Voodoo People» (Dust Brothers Remix)                     | 5:56     |  |
| 3.  | «No Good (Start the Dance)» (CJ Bolland Museum Remix)     | 5:13     |  |
| 4.  | «Rat Poison»                                              | 5:31     |  |
| 5.  | «Speedway (Theme from Fastlane)» (Secret Knowledge Remix) | 10:25    |  |
| 6.  | «Voodoo People» (Haiti Island Mix)                        | 5:25     |  |
| 7.  | «Voodoo People» (Original Mix)                            | 6:26     |  |

## Posicionamiento en listas
| Lista (1994-95)                     | Mejor posición |
| ----------------------------------- | -------------- |
| Australia (ARIA)                    | 24             |
| Bélgica (Flandes) (Ultratop 50)     | 26             |
| Finlandia (Suomen virallinen lista) | 1              |
| Irlanda (IRMA)                      | 7              |
| Países Bajos (Dutch Top 40)         | 14             |
| Países Bajos (Mega Single Top 100)  | 20             |
| Escocia (OCC)                       | 14             |
| Suecia (Sverigetopplistan)          | 32             |
| Suiza (Schweizer Hitparade)         | 36             |
| Reino Unido (UK Singles Chart)      | 13             |
| UK Dance (Music Week)               | 6              |

| Lista (1994)                | Posición |
| --------------------------- | -------- |
| Países Bajos (Dutch Top 40) | 131      |

## Certificaciones
| País        | Certificación | Ventas  |
| ----------- | ------------- | ------- |
| Reino Unido | Oro           | 400 000 |